# Fatamorgana (fotografická škola)
Fatamorgana je dánská škola umělecké fotografie v Kodani. Škola, kterou založil Morten Bo v roce 1989, nabízí jednoleté úvodní kurzy rozdělené do dvou semestrů, které pokrývají různé aspekty dokumentární a konceptuální fotografie. Škola se nachází v kodaňské čtvrti Amager.

## Historie
Dánský fotograf Morten Bo si uvědomoval potřebu dánské instituce zaměřené na poskytování vzdělání v umělecké fotografii a přijal model, který tak úspěšně používal Christer Strömholm ve Stockholmu od roku 1956.  Škola získala granty od několika institucí, včetně Rozvojového fondu dánského ministerstva kultury, výročního fondu Národní banky a královského paláce, s grantem od Knížecího fondu „jako uznání jeho aktivního a účinného příspěvku“.
S fotografickou školou byla dlouhá léta spojena Tove Kurtzweilová, a to jak jako členka správní rady, tak jako učitelka. V roce 2003 se stala členkou Sdružení umělců Kammeraterne. V roce 2008 byla nominována na doživotní grant od Dánské umělecké nadace z následujících důvodů:
Tove Kurtzweilová, po mnoho let učitelka a členka představenstva fotografické školy Fatamorgana, měla významný vliv na mladší generace v dánské fotografii. Tove Kurtzweilová je živým příkladem umělkyně, jejíž život a dílo se spojují jak v sociálním, tak estetickém smyslu. Proto je navržena na doživotní podporu od Dánské státní umělecké nadace.

## Studenti
- Laerke Posseltová
- Jacob Aue Sobol
- Charlotte Haslund-Christensenová